# Onechte gavialen
Onechte gavialen (Tomistominae) zijn een onderfamilie van krokodilachtigen (Crocodilia) uit de familie gavialen (Gavialidae). 

## Naam en indeling
De wetenschappelijke naam van de groep werd voor het eerst voorgesteld door Josef Alois Kälin in 1955. Onechte gavialen werden lange tijd tot de familie echte krokodillen (Crocodylidae) gerekend. 

## Taxonomie
Er zijn vier geslachten waarvan er drie volledig zijn uitgestorven, het enige geslacht dat nog een levende vertegenwoordiger heeft is Tomistoma waartoe de onechte gaviaal (Tomistoma schlegelii) behoort.
Onderfamilie Tomistominae

- † Geslacht Kentisuchus
  - † soort Kentisuchus toliapicus
  - † soort Kentisuchus champsoides
  - † soort Kentisuchus spenceri
- † Geslacht Gavialosuchus
  - † soort Gavialosuchus eggenburgensis
  - † soort Gavialosuchus americanus
  - † soort Gavialosuchus carolinensis
- † Geslacht Thecachampsa
  - † soort Thecachampsa antiquus
- † Geslacht Paratomistoma
  - † soort Paratomistoma courti
- † Geslacht Maroccosuchus
  - † soort Maroccosuchus zennaroi
- † Geslacht Toyotamaphimeia
  - † soort Toyotamaphimeia machikanense
- Geslacht Tomistoma
  - soort Tomistoma schlegelii (Onechte gaviaal)
  - † soort Tomistoma lusitanica
  - † soort Tomistoma cairense
  - † soort Tomistoma petrolica